# 花井瑛絵
花井 瑛絵（はない あきえ、1999年11月22日 - ）は、日本の女子レスリング選手。三重県桑名郡木曽岬町出身。階級は57kg級。身長159cm。

## 来歴
兄の尊道に続いて四日市ジュニア教室でレスリングを始めた。中学2年の時に全国中学生選手権の44kg級で2位になった。至学館高校へ進むと、2年の時には全日本選抜選手権と全日本選手権の58kg級で3位になった。3年の時にはインターハイ60kg級で優勝すると、ワールドカップでも優勝した。2018年には至学館大学へ進学すると、1年の時には全日本選抜選手権57kg級で2位になった。アジアジュニア選手権と全日本学生選手権では優勝するも、U-23世界選手権では決勝でカナダの選手に敗れて2位にとどまった。2年の時には世界ジュニアで優勝を飾った。成田で開催されたワールドカップでも優勝した。3年の時には全日本レスリング選手権大会59㎏級で優勝した。4年の時には全日本選抜選手権で優勝した。世界選手権では決勝でヨーロッパチャンピオンであるブルガリアのビリャナ・デュドバに4－6で敗れて2位だった。

## 主な戦績
- 2013年 -　全国中学生選手権　2位（44kg級）
- 2016年 -　JOC杯カデットの部　3位（56kg級）
- 2016年 -　全日本選抜選手権　3位（58kg級）
- 2016年 -　アジアカデット選手権　2位（56kg級）
- 2016年 -　インターハイ　2位（56kg級）
- 2016年 -　全日本選手権　3位（58kg級）
- 2017年 -　ヤリギン女子国際大会　3位（58kg級）
- 2017年 -　ジュニアクイーンズカップ ジュニアの部　2位（59kg級）
- 2017年 -　JOC杯ジュニアの部　2位（59kg級）
- 2017年 -　インターハイ　優勝（60kg級）
- 2017年 -　アジア・インドア＆マーシャルアーツ大会　3位（58kg級）
- 2017年 -　ワールドカップ　優勝（58kg級）

（57kg級）
- 2018年 -　クリッパン女子国際大会　2位（59kg級）

57kg級での戦績
- 2018年 -　ジュニアクイーンズカップ ジュニアの部　2位
- 2018年 -　JOC杯ジュニアの部　2位
- 2018年 -　全日本選抜選手権　2位
- 2018年 -　アジアジュニア選手権　優勝
- 2018年 -　全日本学生選手権　優勝
- 2018年 -　U-23世界選手権　2位
- 2019年 -　世界ジュニア　優勝
- 2019年 - ワールドカップ 優勝
- 2019年 -　全日本選手権　2位

59㎏級
- 2020年 -　全日本レスリング選手権大会　優勝
- 2021年 - 全日本選抜選手権　優勝
- 2021年 -　世界選手権　2位
- 2022年 -　全日本選手権　3位

（出典）

## 受賞歴
- 2013年 - 木曽岬町スポーツ優秀賞[9]